# علامة لينكولن
علامة لينكولن هي العلامة السريرية التي تتكون نتيجة فرط النبض في الشريان المأبضي نتيجة التأثيرات الديناميكية الدموية لقلس الأبهر. يصاحبها متلازمة مارفان حيث يوجد تمدد بجذر الأبهر وقصور الأبهر أيضًا.

## تاريخ
أُطلق اسم علامة لينكولن بناءًا على تشخيص افتراضي لمريض اسمه أبراهام لينكولن. في عام 1962 اعتقد دكتور أبراهام أن لينكولن يعاني من متلازمة مارفان. وفي عام 1964 أجرى الطبيب هارولد شوارتز فحوصات أخرى للتأكد من تشخيص متلازمة مارفان. لاحقًا اقترح شوارتز بناءً على الأدلة الموضحة في صورة فوتوغرافية شهيرة أن لينكولن كان يعاني من قصور في الأبهر المرتبط بما يُسمى الآن بعلامة لينكولن.